# Krokiet (gra)

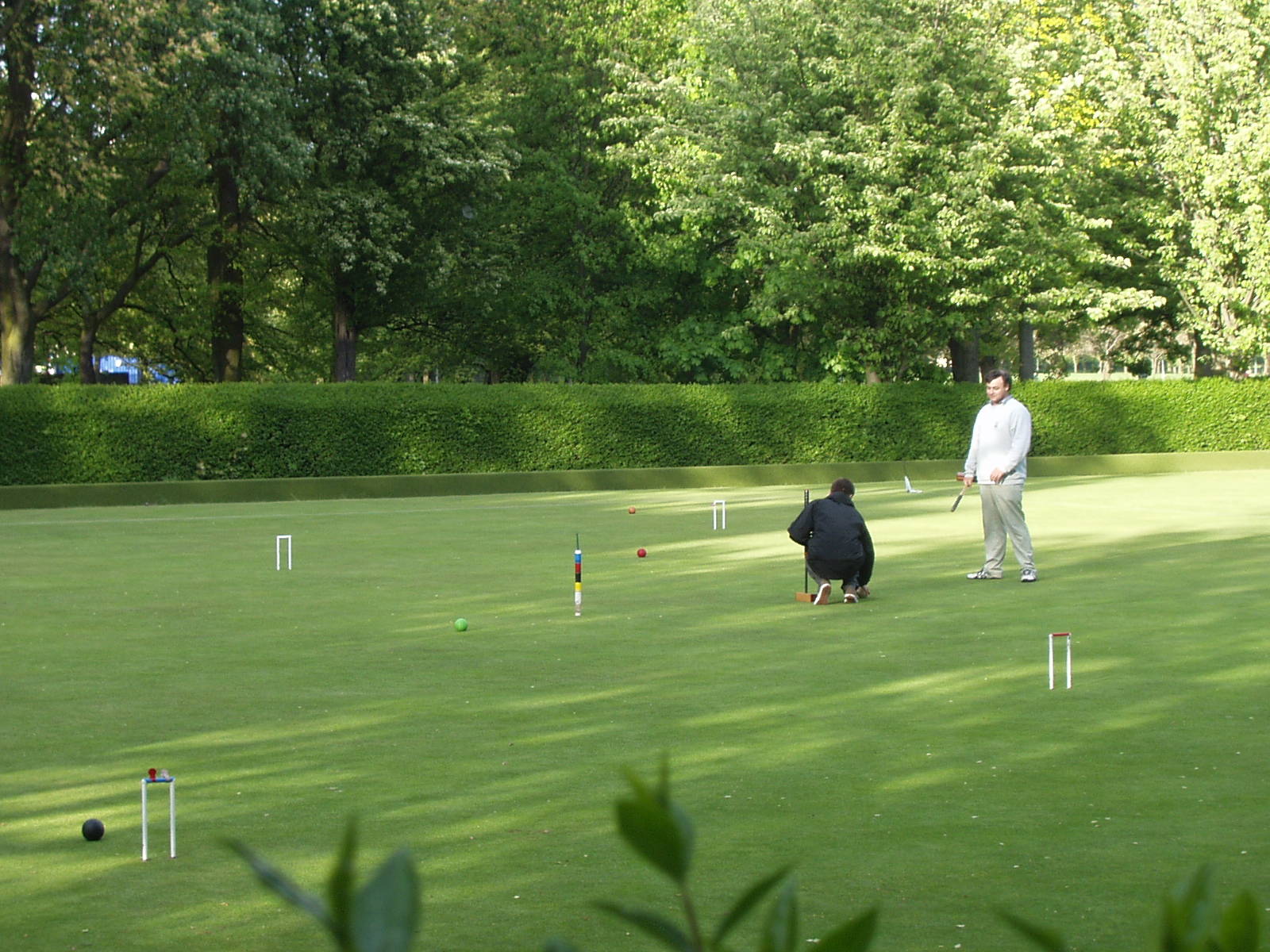
Gra w krokieta w Szkocji

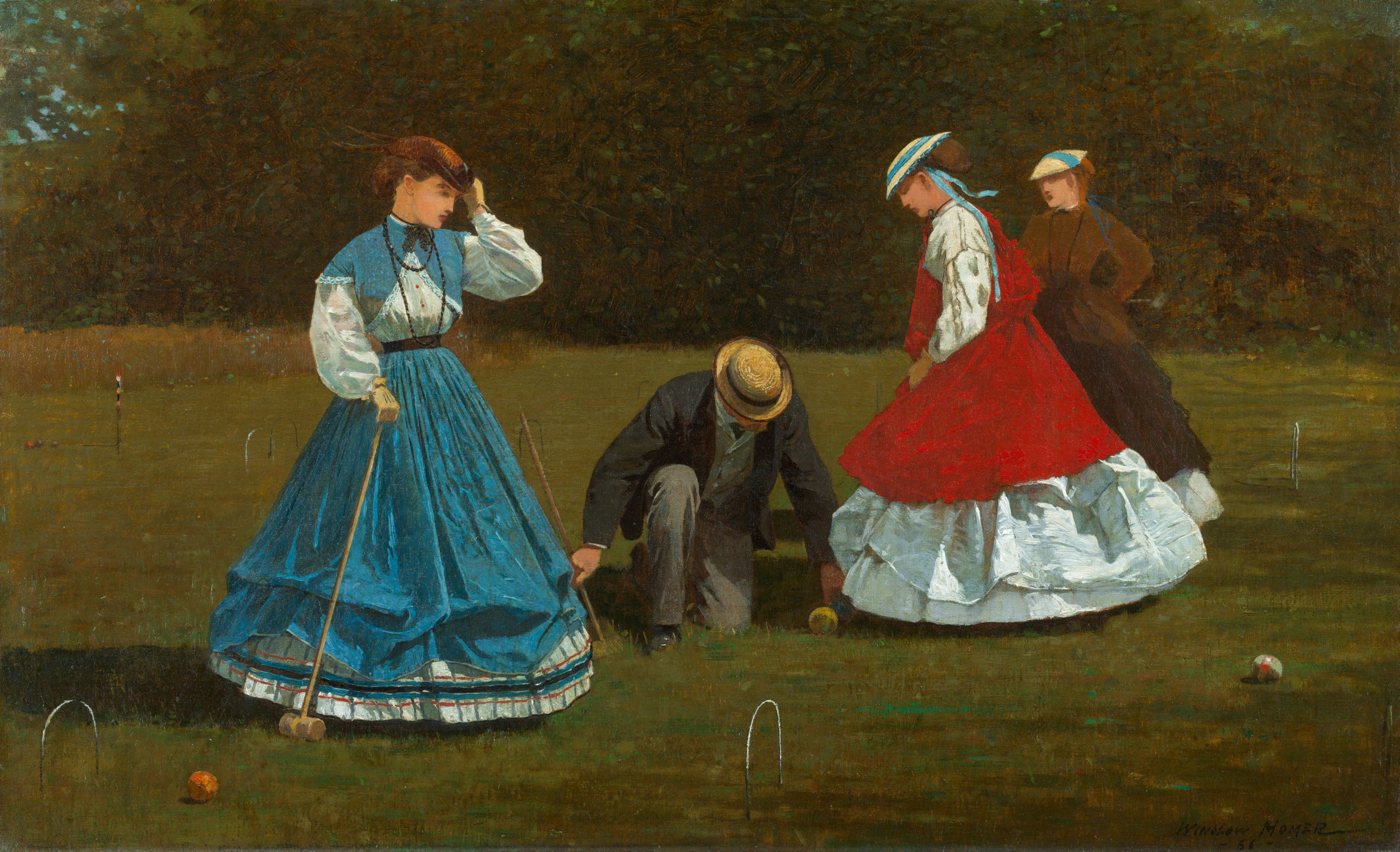
Winslow Homer: Krokiet, 1864

Krokiet (z ang. croquet) – gra sportowa uprawiana głównie w Anglii i Stanach Zjednoczonych.  
Polega na jak najszybszym przetoczeniu kuli krokietowej za pomocą drewnianego młotka z jednej linii końcowej boiska na drugą i z powrotem. Zawodnicy muszą przetoczyć kulę według ustalonego porządku poprzez 6–7 bramek.
Raz – w 1900 roku w Paryżu – gra znalazła się w programie letnich igrzysk olimpijskich. 

## W kulturze
Krokiet został opisany między innymi przez Lewisa Carrolla w Przygodach Alicji w Krainie Czarów. W serialu Alice in Borderland krokiet był ostatnią grą i na punkcie tej gry stała Królowa Kier.